# 小库陶什
小库陶什（匈牙利語：Kiskutas）是匈牙利佐洛州所辖的一个村，与大库陶什相邻，总面积4.69平方公里，总人口178，人口密度38.0人/平方公里（2010年1月1日）。